# Уельський саміт НАТО
Уе́льський са́міт НА́ТО (англ. Wales summit NATO; фр. Sommet de l'OTAN du pays de Galles; валл. Cymru uwchgynhadledd NATO) — 26-та зустріч на вищому рівні глав держав та голів урядів країн-членів Північноатлантичного альянсу, яка пройшла з 4 по 5 вересня 2014 року в Південному Уельсі (місто Ньюпорт). Один з найбільших самітів за всю історію Організації: у ньому взяли участь близько 60 вищих посадових осіб і високоповажних представників 33-х країн-партнерів, зокрема міжнародних організацій (ООН, ОБСЄ, ЄС, МВФ, Світовий банк).
Це перший саміт НАТО після завершення «холодної війни», на якому була відсутня російська делегація. Це третій саміт НАТО, який відбувся на території Сполученого Королівства. Перші два були проведені в Лондоні в 1977 та в 1990 роках.
Питання Уельського саміту передусім стосувалися ситуації в Афганістані, зокрема обговорювався процес передачі повноважень із контролю над безпекою на території країни від сил НАТО місцевим силовим структурам, а також перспективи розгортання нової дорадчо-тренувальної місії Альянсу в Афганістані у 2015 році. Не оминула увагу глав держав та голів урядів і ситуація, що склалася в Україні. Як зазначав ще до початку саміту прем'єр-міністр Великої Британії Девід Камерон:
|  | Перше — це реагування НАТО на російсько-українську кризу. Тоді як Росія дестабілізує Україну та незаконно анексувала Крим, Альянс повинен сфокусуватися на гарантіях нашим східним союзникам. |

Уперше на саміт Північноатлантичного альянсу була запрошена Республіка Молдова. За декілька тижнів до початку саміту глава молдовського зовнішньополітичного відомства Наталія Герман висловила сподівання, що під час саміту обговорюватимуться питання виведення з території республіки контингенту 14-ї російської армії, розквартированого на території невизнаного Придністров'я, а також великої кількості озброєння (понад 20 тисяч тонн авіабомб і снарядів на складах в селі Колбасна Рибницького району).

## Логотип саміту

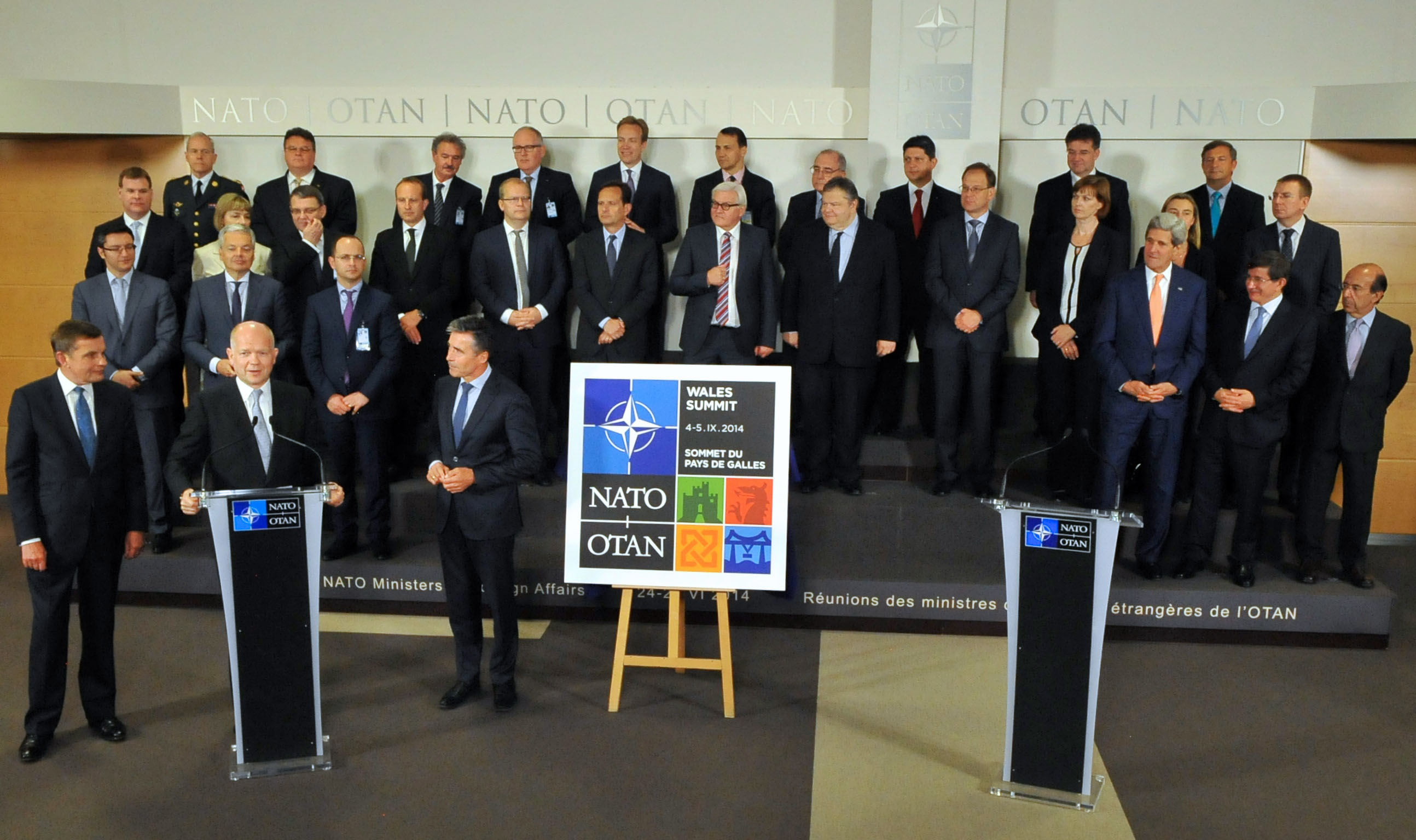
Презентація логотипа саміту

25 червня 2014 року Генеральний секретар НАТО Андерс Фог Расмуссен і Міністр закордонних справ Великої Британії Вільям Хейг представили офіційний логотип саміту.
Це емблема із чотирьох квадратів: у нижньому лівому міститься скорочена назва альянсу англійською (NATO) і французькою (OTAN) мовами, які є єдиними офіційними мовами Організації; у верхньому лівому зображена роза вітрів із білими лініями, яка є головною складовою Прапора НАТО; у верхньому правому квадраті міститься інформація про місце і час проведення саміту. Нижній правий квадрат так само складається з чотирьох невеликих квадратів: у верхньому лівому зображений кардіффський замок, який є символом Уельсу; у верхньому правому — дракон, який символізує дух Уельсу; у нижньому лівому — кельтський вузол, який символізує валлійську спадщину, а в правому нижньому — міст, який символізує місто-господаря саміту НАТО — Ньюпорт.
Пізніше логотип розкритикувала місцева влада Ньюпорта, яка вважала, що він мав містити назву їхнього міста, а не країни.

## Заходи безпеки і протести

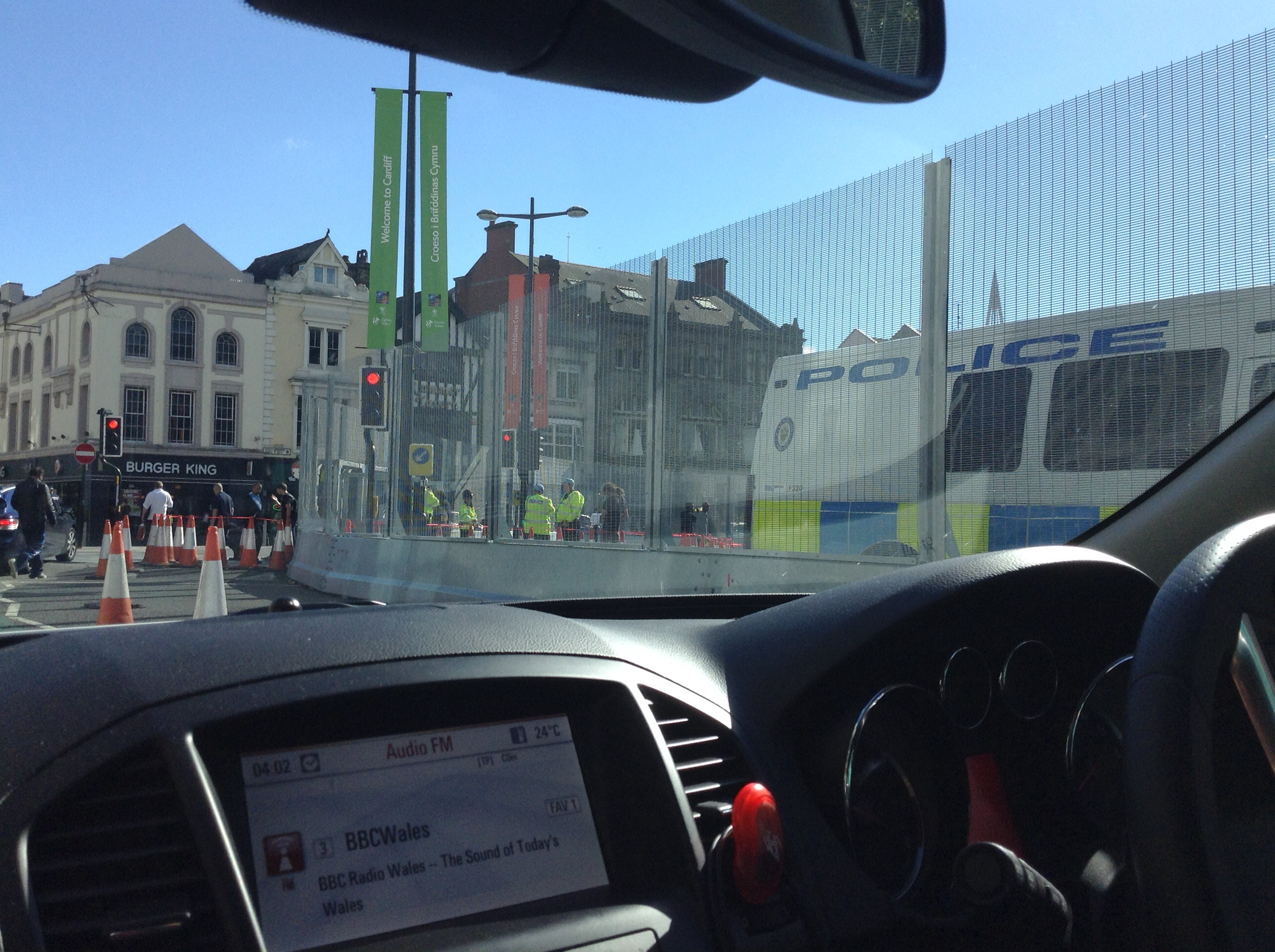
Зведена огорожа у центрі міста Кардіфф

Ще задовго до початку саміту в місті Ньюпорт, де пройшла офіційна частина саміту, а також у місті Кардіфф, де відбулися більшість неформальних зустрічей глав держав та голів урядів країн-членів НАТО, вжили безпрецедентні заходи безпеки: перекрили більшість центральних вулиць у цих містах, а навколо готелю «Celtic Manor Resort» звели огорожу висотою майже в три метри. Крім того, у центрі Кардіффа створили сталеве кільце довжиною в 10 миль.
Охорону 4 тисяч делегатів, а також 185 особливо важливих персон, зокрема глав держав і голів урядів країн-членів НАТО, здійснювали близько 10 тисяч поліцейських із різних регіонів країни. Крім того, військовослужбовці різних родів військ Сполученого Королівства забезпечували постійні перевірки документів у перехожих, а в протоці Кардіффа патрулювали 6 бойових кораблів НАТО.

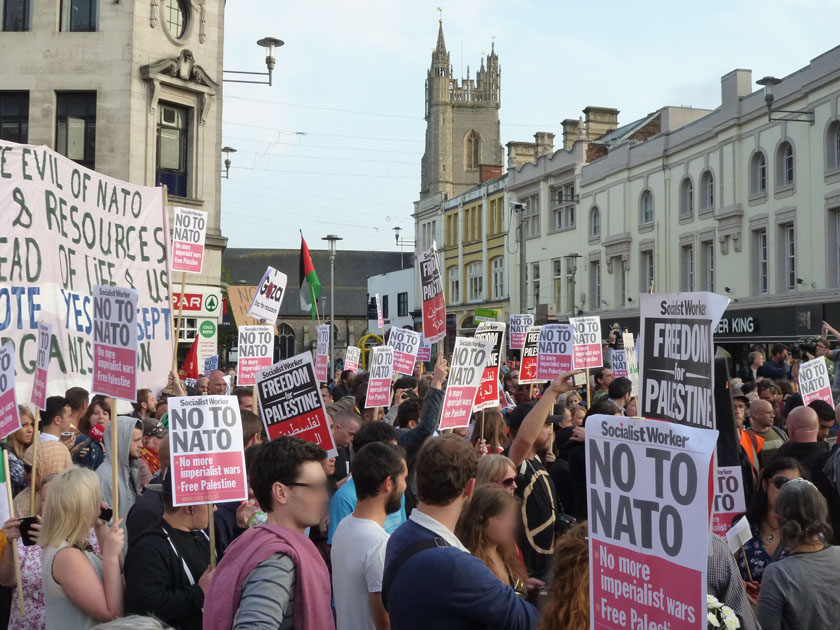
Протестувальники з плакатами (Кардіфф, 4 вересня 2014)

У день відкриття саміту НАТО відбулися протести проти Альянсу, влаштовані лівими і пацифістами, а також акції українських організацій, учасники яких закликали НАТО надати допомогу Україні і зупинити кровопролиття. Противники Альянсу (близько 250 демонстрантів) пройшли центральними вулицями Ньюпорта під гаслами «Ні війні — ні НАТО» і близько 350 осіб зібралося у Кардіффі, де відбувалися неформальні зустрічі учасників Альянсу.
Чотирьох демонстрантів заарештували за порушення громадського порядку.

## Основні теми

### Афганістан
На спільній нараді глав держав та голів урядів країн-членів НАТО, міжнародних сил сприяння безпеці, Австралії, Японії та країн Центральної Азії, за участю Міністра оборони Афганістану Бісмілла-хан Мохаммаді і представників Європейського Союзу та Організації Об'єднаних Націй лідери НАТО дійшли згоди про подальше надання допомоги і співпрацю з Афганістаном. У спільній декларації вони закликали всіх кандидатів у президенти на майбутніх виборах у країні працювати пліч-о-пліч, аби спільними зусиллями побудувати демократичну країну.
Також лідери Альянсу домовилися про створення небойових місій в Афганістані, мета яких, насамперед, у наданні допомоги афганським силам безпеки та зміцненні довгострокового політичного та практичного співробітництва.
У ході зустрічі лідери підкреслили важливість подальшої підтримки з боку міжнародної спільноти, зокрема закликали продовжувати збільшувати свою фінансову допомогу, докладати максимальних зусиль щодо захисту прав людини в країні. Крім цього, на зустрічі вшанували пам'ять афганських офіцерів, а також військовослужбовців міжнародних сил сприяння безпеці, які загинули в ході бойових дій в Афганістані. Привітали й тих, хто долучився до спільних операцій, які проводилися під егідою Альянсу. Генеральний секретар НАТО Андерс Фог Расмуссен заявив:
|  | Варто згадати й тих, хто пожертвував собою заради глобальної безпеки. Їхня мужність та зусилля не залишаться непоміченими… |

### Україна

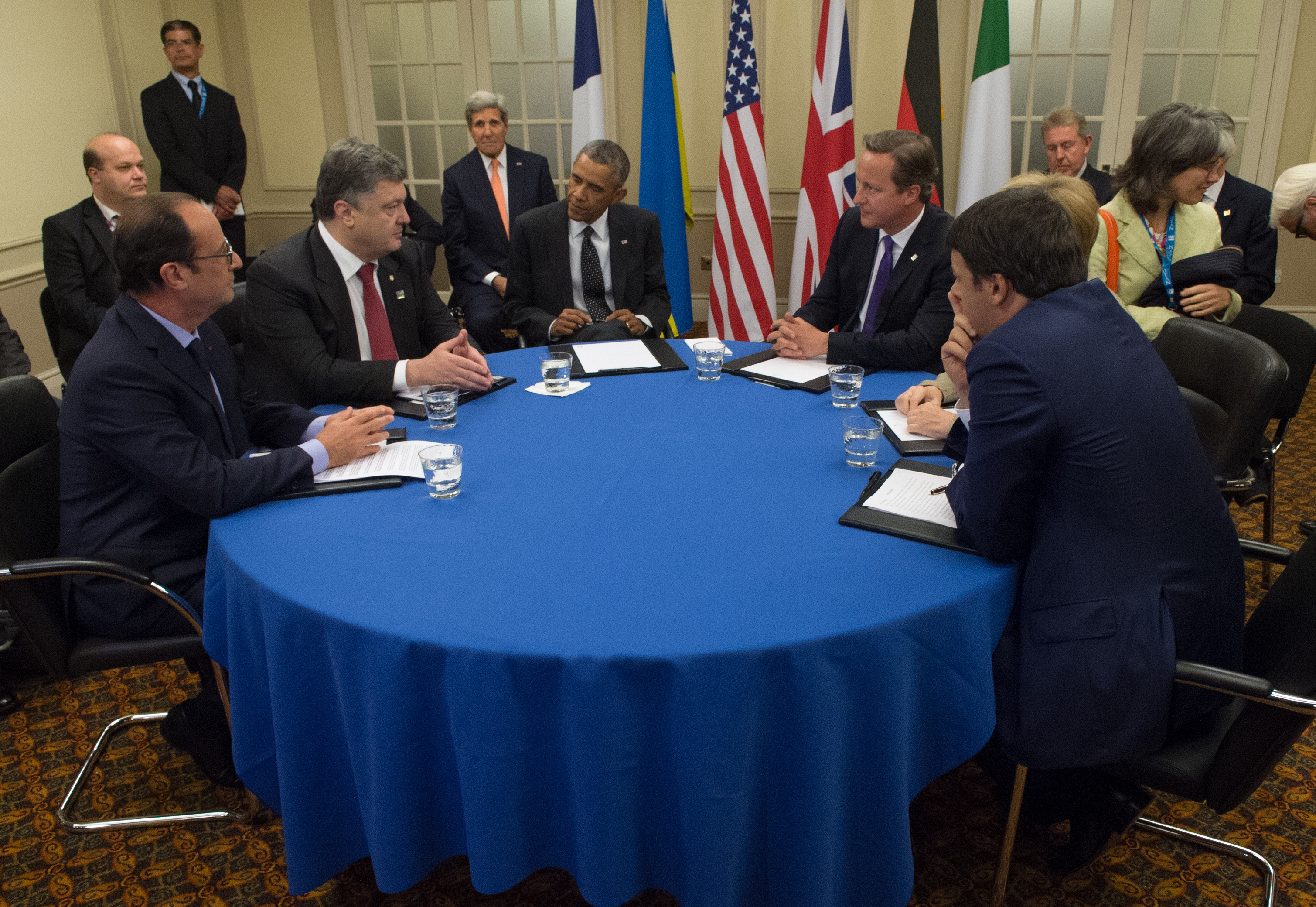
Президент Франції Франсуа Олланд, Прем'єр-міністр Великої Британії Девід Кемерон, Президент США Барак Обама, Канцлер Німеччини Ангела Меркель та Президент України Петро Порошенко перед початком саміту

Ще до засідання комісії Україна-НАТО Президент України Петро Порошенко провів декілька неформальних зустрічей з лідерами США, Італії, Великої Британії, Німеччини і Франції, на яких обговорювалися шляхи вирішення ситуації, що склалася в Україні. Лідери країн-членів НАТО заявили про готовність надати Україні гуманітарну допомогу та несмертельну зброю, а також одностайно підтримали запропонований Петром Порошенко «мирний план дій».
На засіданні комісії Україна-НАТО глави держав та голови урядів країн-членів НАТО виступили із заявою щодо підтримки українського суверенітету, територіальної цілісності в межах міжнародно визнаних кордонів. Комісія констатувала, що Росія продовжує порушувати суверенітет, територіальну цілісність та зазіхати на незалежність України, а також те, що війська РФ залучені до прямої військової операції в Україні, а керівництво Росії продовжує постачати зброю військовим угрупуванням на сході України, утримувати тисячні готові до бою підрозділи на кордоні з Україною. Комісія дійшла висновку, що такий розвиток подій підриває безпеку України і має серйозні наслідки для стабільності та безпеки всього євроатлантичного простору.
У спільній декларації по закінченню засідання Комісії лідери засудили анексію Криму Російською Федерацією та умисну дестабілізацію на сході України, яка триває, порушуючи міжнародне право, а також закликали російську владу скасувати договір про прийняття самопроголошеної Республіки Крим до складу Російської Федерації, який члени Альянсу не визнають і ніколи не визнають. Крім того, члени НАТО звернулися до Росії з вимогою припинити підтримувати сепаратистів на східному кордоні України й утриматися від подальших агресивних дій проти цієї держави.

### Інші питання

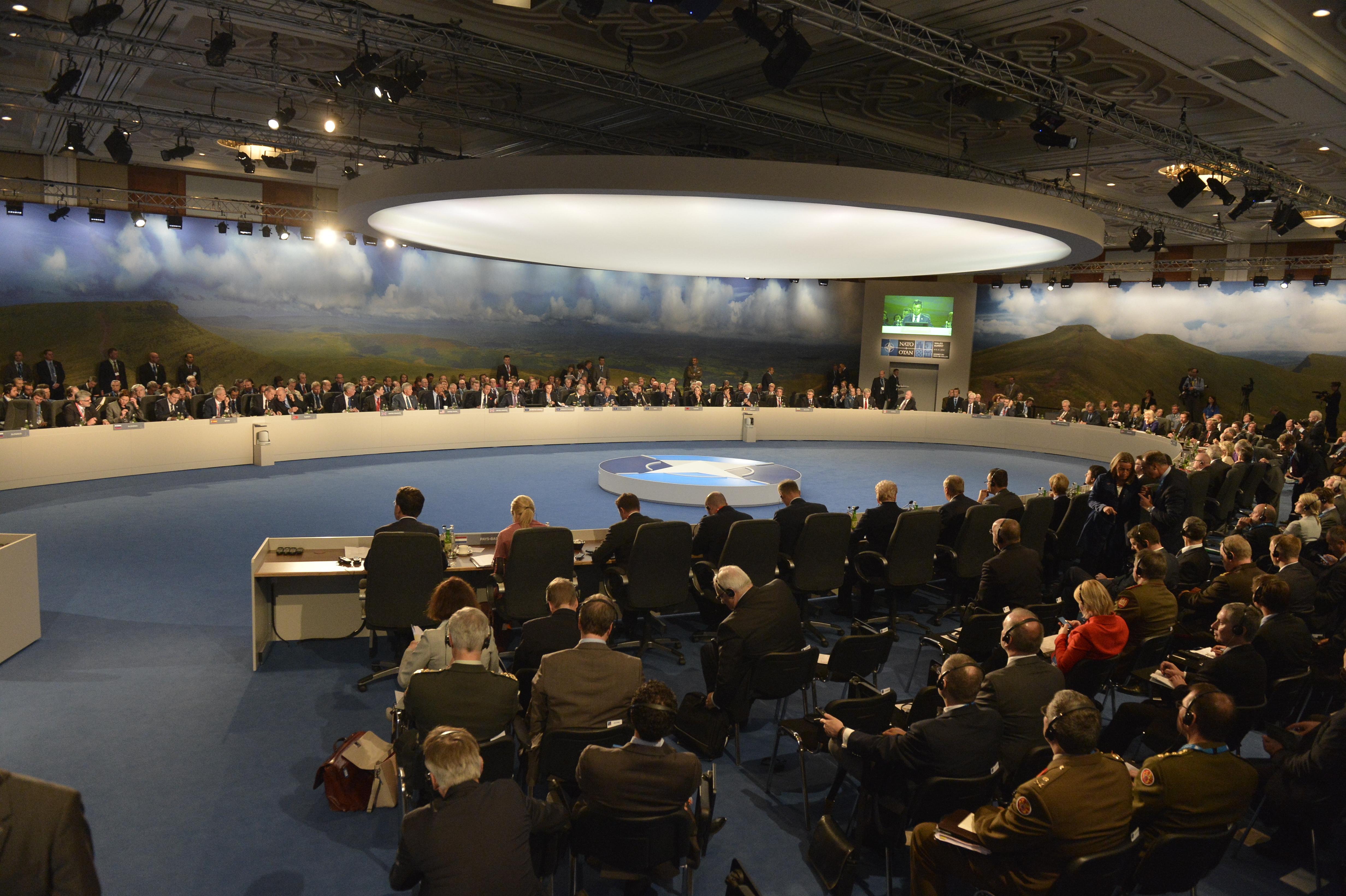
Учасники саміту під час засідання Північноатлантичної ради

На саміті в Уельсі пройшло два засідання Північноатлантичної ради, на яких лідери країн-членів НАТО обговорили питання, пов'язані з Іраком, Іраном, Сирією, КНДР та іншими країнами. Лідери привітали успішне завершення вивезення та ліквідації хімічної зброї в Сирії спільною місією Організації із заборони хімічної зброї, Організації Об'єднаних Націй та країнами-членами НАТО, як того вимагали Резолюція 2118 Ради Безпеки ООН і рішення Виконавчої ради Організації із заборони хімічної зброї.
Лідерів занепокоїла надактивність бойових дій в Іраку. Було оголошено про створення об'єднаних багатонаціональних експедиційних сил, які будуть сформовані у 2016 році, і які зможуть бути задіяні в різних операціях, зокрема в операціях високої інтенсивності.
Не обійшли увагою питання, пов'язані з використанням ядерної зброї. Так, лідери закликали владу Ірану продовжувати виконувати всі міжнародні зобов'язання, а також висловили занепокоєння щодо розробки нових програм та випробування ядерної зброї в КНДР.
Лідери закликали КНДР відмовитися від розробок ядерної зброї, а також утриматися від подальших випробувань зброї масового ураження.
Окремо на саміті лідери НАТО дійшли згоди про створення посиленої програми навчань, яка акцентована на обробку навичок колективної оборони, зокрема дій зі всеосяжного реагування.
Також вирішили надати спеціальний статус Грузії, Йорданії, Швеції, Фінляндії та Австралії замість Плану дій щодо членства. Але водночас лідери привітали успіхи Грузії на шляху до повноцінного членства в Альянсі і запевнили, що будь-яка країна, яка відповідає основним вимогам Північноатлантичного договору, зокрема й Грузія, може розраховувати на вступ до НАТО.

## Учасники

### Країни-члени
| Країна          | Представник                            |
| --------------- | -------------------------------------- |
| Албанія         | Прем'єр-міністр Еді Рама               |
| Бельгія         | Прем'єр-міністр Еліо ді Рупо           |
| Болгарія        | Президент Росен Плевнелієв             |
| Велика Британія | Прем'єр-міністр Девід Камерон          |
| Греція          | Прем'єр-міністр Антоніс Самарас        |
| Данія           | Прем'єр-міністр Гелле Торнінг-Шмідт    |
| Естонія         | Прем'єр-міністр Тааві Рийвас           |
| Ісландія        | Прем'єр-міністр Сігмюндюр Гюннлейгссон |
| Іспанія         | Прем'єр-міністр Маріано Рахой          |
| Італія          | Прем'єр-міністр Маттео Ренці           |
| Канада          | Прем'єр-міністр Стівен Гарпер          |
| Латвія          | Президент Андріс Берзіньш              |
| Литва           | Президент Даля Грибаускайте            |
| Люксембург      | Прем'єр-міністр Ксав'є Бетель          |

| Країна     | Представник                        |
| ---------- | ---------------------------------- |
| Нідерланди | Прем'єр-міністр Марк Рютте         |
| Німеччина  | Канцлер Ангела Меркель             |
| Норвегія   | Прем'єр-міністр Ерна Солберг       |
| Польща     | Президент Броніслав Коморовський   |
| Португалія | Прем'єр-міністр Педру Пасуш Коелью |
| Румунія    | Президент Траян Басеску            |
| Словаччина | Президент Андрей Кіска             |
| Словенія   | Прем'єр-міністр Аленка Братушек    |
| США        | Президент Барак Обама              |
| Туреччина  | Президент Реджеп Таїп Ердоган      |
| Угорщина   | Прем'єр-міністр Віктор Орбан       |
| Франція    | Президент Франсуа Олланд           |
| Хорватія   | Президент Іво Йосипович            |
| Чехія      | Президент Мілош Земан              |

### Країни, які не є членами
| Країна               | Представник                                   |
| -------------------- | --------------------------------------------- |
| Австралія            | Прем'єр-міністр Тоні Ебботт                   |
| Австрія              | Федеральний міністр оборони Геральд Клаг      |
| Азербайджан          | Президент Ільхам Алієв                        |
| Афганістан           | Міністр оборони Бісмілла-хан Мохаммаді        |
| Бахрейн              | Кронпринц Салман ібн Хамад ібн Іса Аль Халіфа |
| Боснія і Герцеговина | Президент Бакір Ізетбегович                   |
| Вірменія             | Президент Серж Саргсян                        |
| Грузія               | Президент Георгій Маргвелашвілі               |
| Ірландія             | Міністр оборони Саймон Ковені                 |
| Йорданія             | Король Абдалла II                             |
| Македонія            | Міністр оборони Зоран Йолевський              |
| Молдова              | Міністр оборони Молдови Валеріу Троєнко       |

| Країна      | Представник                                                           |
| ----------- | --------------------------------------------------------------------- |
| Монголія    | Прем'єр-міністр Норовин Алтанхуяг                                     |
| ОАЕ         | Міністр закордонних справ Анвар Ґарґаш                                |
| Пакистан    | Прем'єр-міністр Наваз Шариф                                           |
| Сербія      | Міністр оборони Братислав Гашич                                       |
| Таджикистан | Посол Республіки Таджикистан в Бельгії Рустамджон Солієв              |
| Узбекистан  | Міністр закордонних справ Абдулазіз Камілов                           |
| Україна     | Президент Петро Порошенко                                             |
| Фінляндія   | Президент Саулі Нійністьо                                             |
| Чорногорія  | Прем'єр-міністр Міло Джуканович                                       |
| Швейцарія   | Президент Дідьє Буркхальтер                                           |
| Швеція      | Міністр оборони Карін Енстрем і Міністр закордонних справ Карл Більдт |
| Японія      | Посол Японії в Бельгії Міцуо Сакабо                                   |

### Організації
| Організація       | Представник |
| ----------------- | --- |
| Європейський Союз | Голова Європейської Ради — Герман ван Ромпей Президент Європейської комісії — Жозе Мануель Баррозу Верховний представник Європейського Союзу — Кетрін Ештон |
| ОБСЄ              | Генеральний секретар Ламберто Заньєр |
| МВФ               | посадова особа вищого рівня |
| Світовий банк     | посадова особа вищого рівня |

### Міністри закордонних справ країн-членів НАТО
| Країна          | Міністр                      |
| --------------- | ---------------------------- |
| Албанія         | Дітмір Бушаті                |
| Бельгія         | Дідьє Рейндерс               |
| Болгарія        | Даніел Мітов                 |
| Велика Британія | Філіп Геммонд                |
| Греція          | Евангелос Венізелос          |
| Данія           | Мартін Лідегор               |
| Естонія         | Урмас Пает                   |
| Ісландія        | Гуннар Брагі Свейнссон       |
| Іспанія         | Хосе Мануель Гарсія-Маргальо |
| Італія          | Федеріка Могеріні            |
| Канада          | Джон Берд                    |
| Латвія          | Едгар Рінкевичс              |
| Литва           | Лінас Антанас Лінкявічюс     |
| Люксембург      | Жан Ассельборн               |

| Країна     | Міністр                 |
| ---------- | ----------------------- |
| Нідерланди | Франс Тіммерманс        |
| Німеччина  | Франк-Вальтер Штайнмаєр |
| Норвегія   | Берге Бренде            |
| Польща     | Радослав Сікорський     |
| Португалія | Руї Мачете              |
| Румунія    | Тітус Корлецян          |
| Словаччина | Мирослав Лайчак         |
| Словенія   | Карл Ержавец            |
| США        | Джон Керрі              |
| Туреччина  | Мевлют Чавушоглу        |
| Угорщина   | Тібор Наврачич          |
| Франція    | Лоран Фабіус            |
| Хорватія   | Весна Пусич             |
| Чехія      | Любомир Заоралек        |

## Галерея

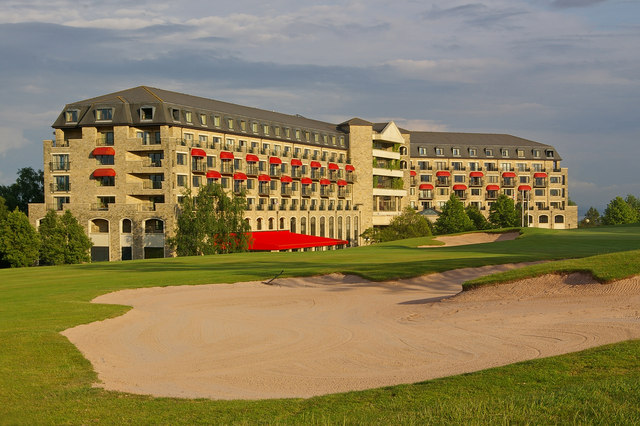
Готель «Celtic Manor Resort», у якому проходила офіційна частина саміту
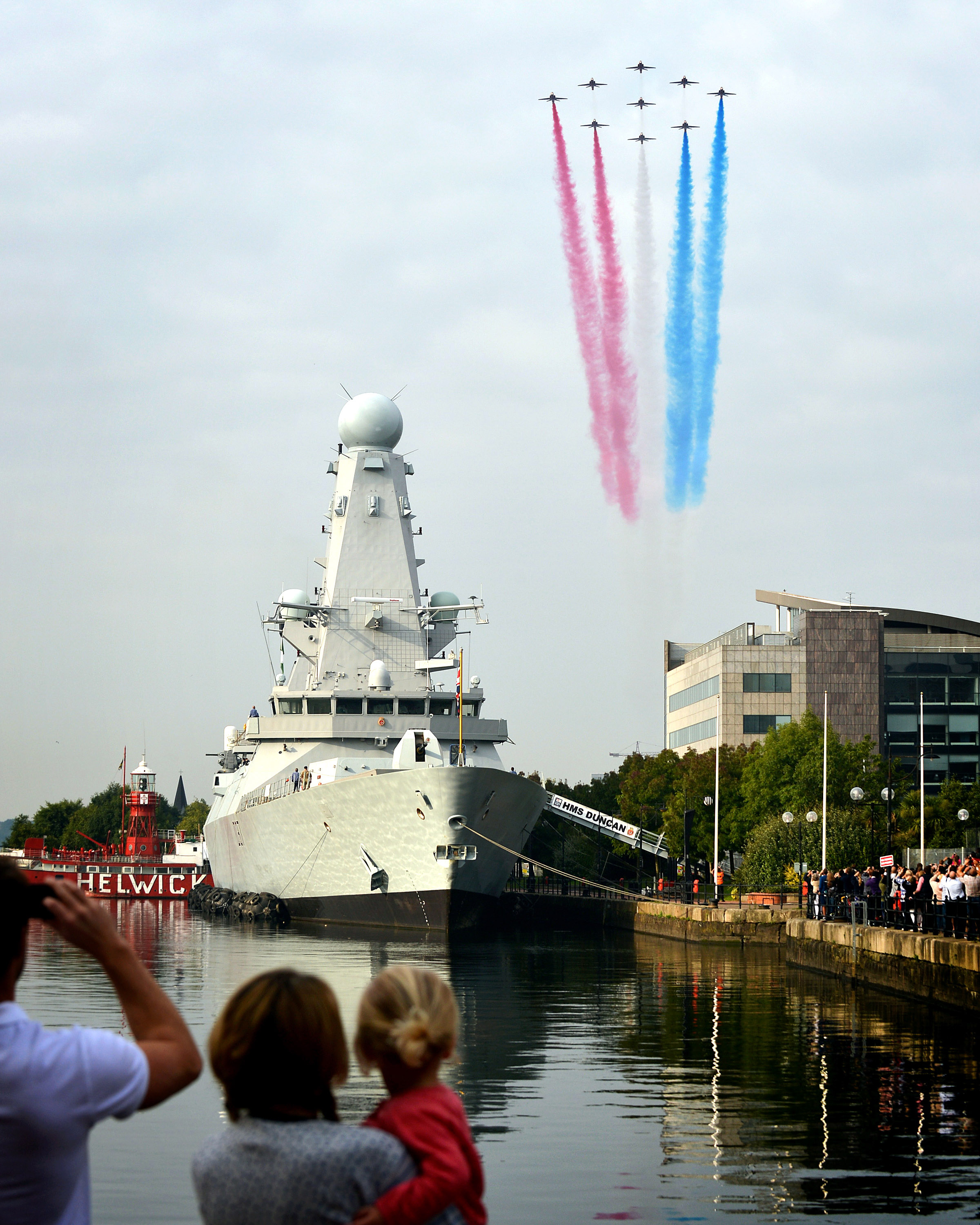
Частина повітряного параду на честь проведення саміту в Кардіффі
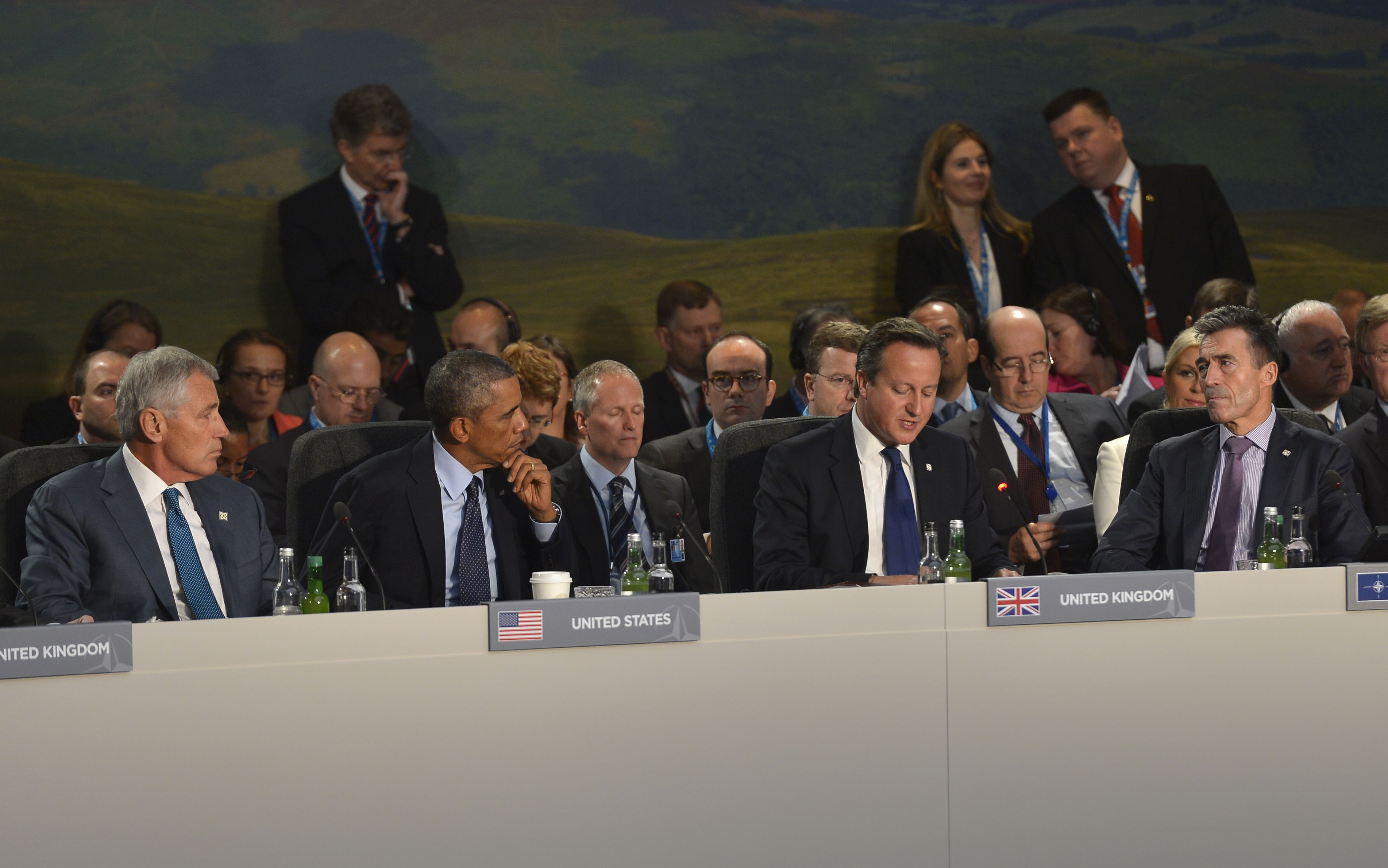
Вступне слово Девіда Камерона на Північноатлантичній раді
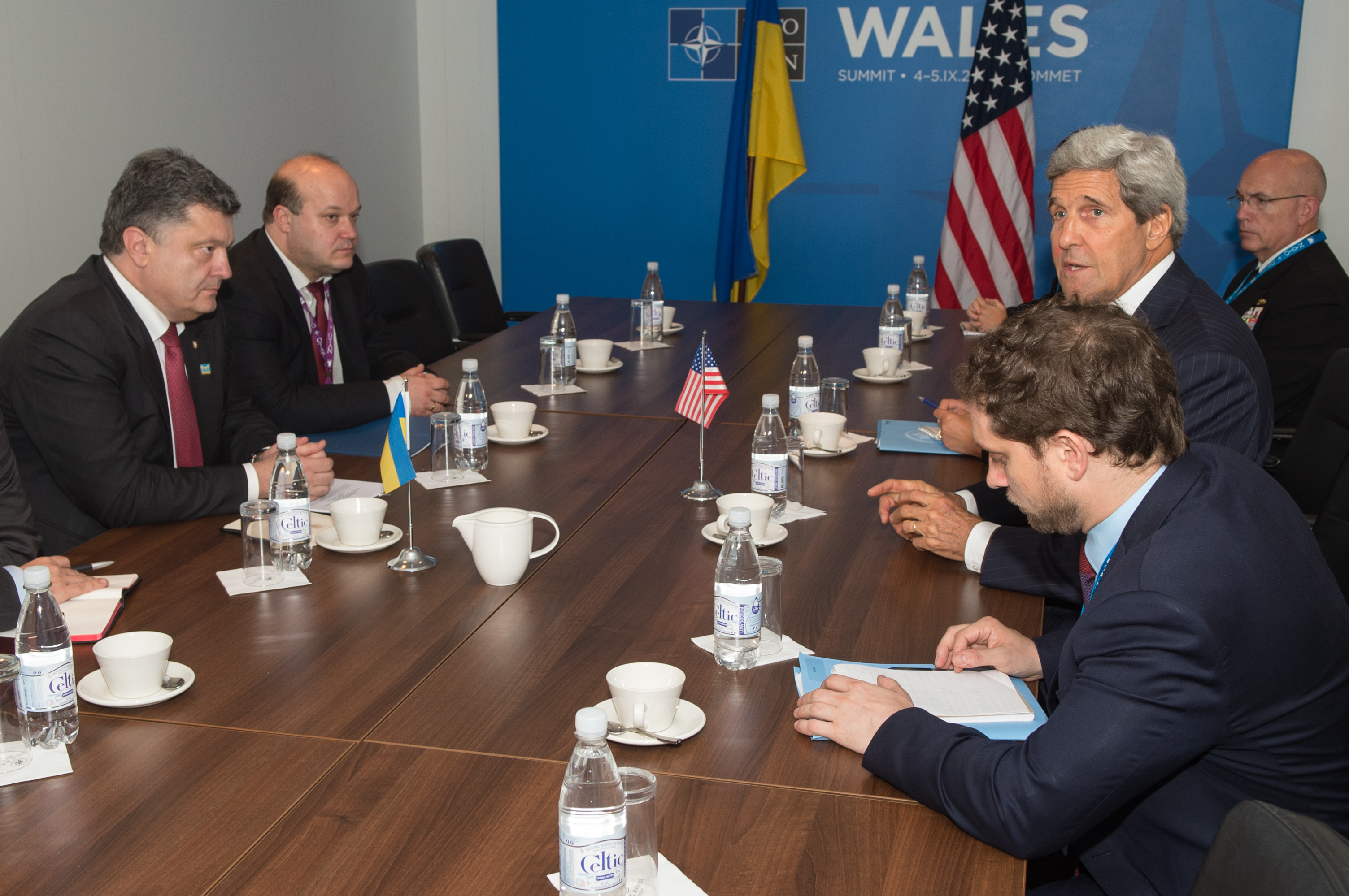
Президент України Петро Порошенко проводить зустріч з очільником Держдепартаменту США Джоном Керрі
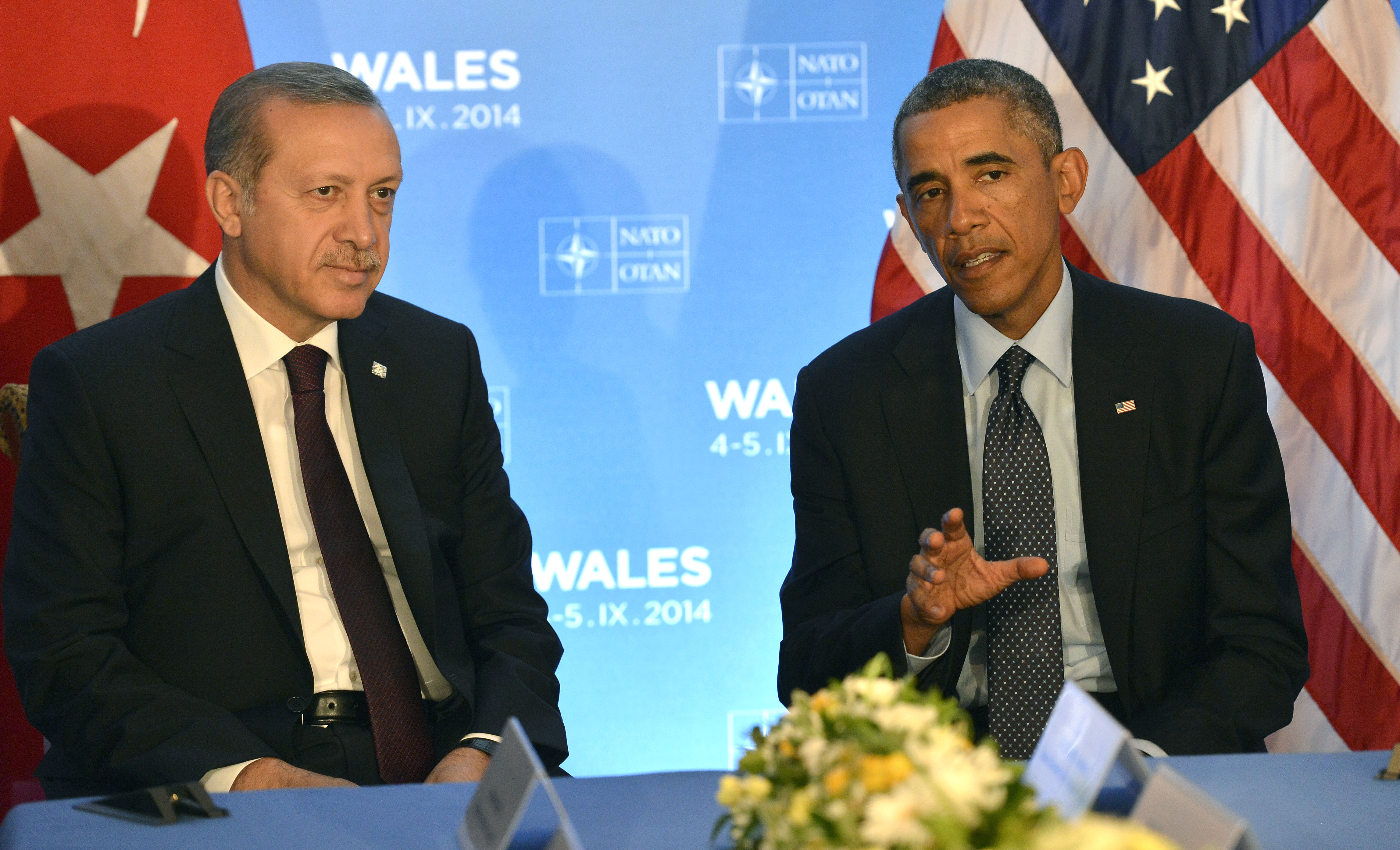
Зустріч Президента США Барака Обами та Президента Туреччини Реджепа Ердогана на саміті в Уельсі

## Виноски
1. ↑  NATO Summit Wales 2014. GOV.UK. 5 вересня 2014. Процитовано 5 вересня 2014. (англ.)
2. ↑  В Великобритании стартует саммит НАТО. ТАСС информационное агентство. 4 вересня 2014. Процитовано 5 вересня 2014. (рос.)
3. ↑  Васильев, Виктор (25 серпня 2014). Россию не пригласили на саммит НАТО. Голос Америки. Архів оригіналу за 4 вересня 2014. Процитовано 5 вересня 2014. (рос.)
4. ↑  Кемерон радить НАТО зробити «невелике попередження» у відповідь на будь-яку загрозу. Insider. 5 серпня 2014. Архів оригіналу за 9 вересня 2014. Процитовано 5 вересня 2014. [Архівовано 9 вересня 2014 у Wayback Machine.]
5. 1 2  Молдова вперше братиме участь у саміті НАТО, який пройде в Південному Уельсі. Західна інформаційна корпорація (ЗІК). 30 липня 2014. Архів оригіналу за 13 серпня 2014. Процитовано 5 вересня 2014. [Архівовано 13 серпня 2014 у Wayback Machine.]
6. ↑  NATO Wales Summit Logo unveiled by foreign ministers. Oficial site NATO. 25 червня 2014. Процитовано 5 вересня 2014. (англ.)
7. ↑  Dadlennu logo Uwchgynhadledd NATO Cymru 2014. GOV.UK. 25 червня 2014. Процитовано 5 вересня 2014. (валл.)
8. ↑  Newport Nato summit symbol is 'just a logo' - city leader. South Wales «Argus». 2 липня 2014. Процитовано 5 вересня 2014. (англ.)
9. ↑  NATO: Dadorchuddio logo Casnewydd. Golwg Newydd. 25 червня 2014. Процитовано 5 вересня 2014. (англ.)
10. ↑  Newport snubbed with focus on Wales for Nato summit. South Wales «Argus». 27 червня 2014. Процитовано 5 вересня 2014. (англ.)
11. ↑  Gemma, Mullin (26 серпня 2014). Lockdown in Cardiff: City turned into high security 'prison' with 10 mile 'ring of steel' ahead of Nato conference. Daily Mail. Процитовано 3 вересня 2014. (англ.)
12. ↑  Deans, David (7 серпня 2014). Nato Summit 2014: Road closures and disruption in Cardiff city centre. Wales Online. Процитовано 5 вересня 2014. (англ.)
13. ↑  В Уэльсе стартует саммит НАТО. Независимая Газета. 4 вересня 2014. Процитовано 4 вересня 2014. (рос.)
14. ↑  Архипов, Андрей (4 вересня 2014). Саммит в Уэльсе: НАТО все чаще использует "мягкую силу". Вести.Ru. Процитовано 4 вересня 2014. (рос.)
15. ↑  Саміт НАТО: урочистості та протести. BBC Ukraine. 4 вересня 2014. Процитовано 4 вересня 2014.
16. 1 2  Four arrests at anti-Nato protest in Cardiff. BBC UK. 5 вересня 2014. Процитовано 5 вересня 2014. (англ.)
17. ↑  НАТО підтверджує подальшу підтримку Афганістану. Official site NATO. 4 вересня 2014. Процитовано 4 вересня 2014.
18. ↑  НАТО підтримуватиме воєнні дії в Афганістані до кінця 2017 року. Espreso.tv. 4 вересня 2014. Процитовано 4 вересня 2014.
19. ↑  Wales Summit Declaration on Afghanistan. Press Release. Official site NATO. 4 вересня 2014. Процитовано 4 вересня 2014. (англ.)
20. ↑  Щугорева, Екатерина (4 вересня 2014). Саммит НАТО: достижения и договоренности. Комсомольская правда в Украине. Процитовано 4 вересня 2014. (рос.)
21. ↑  Підтримка України з боку НАТО (PDF). Official site NATO. Процитовано 8 квітня 2017.
22. ↑  Пріоритети співробітництва України з НАТО в оборонній сфері у світлі рішень Уельського саміту НАТО. Міністерство оборони України. 28 жовтня 2014. Процитовано 8 квітня 2017.
23. ↑  Joint Statement of the NATO-Ukraine Commission. Official site NATO. 4 вересня 2014. Процитовано 4 вересня 2014.
24. ↑  Allied leaders pledge to reverse defence cuts, reaffirm transatlantic bond. Official site NATO. 5 вересня 2014. Процитовано 5 вересня 2014. (англ.)
25. 1 2 3  Заявление по итогам встречи на высшем уровне в Уэльсе. Official site NATO. 5 вересня 2014. Процитовано 5 вересня 2014. (рос.)
26. ↑  Грузія отримала від НАТО спецстатус, замість плану дій щодо членства. УНІАН. 5 вересня 2014. Процитовано 5 вересня 2014.
27. ↑  Касаев, Алан (3 вересня 2014). Эрдоган приехал. Из Баку — в Уэльс, на саммит НАТО. Вестник Кавказа. Процитовано 3 вересня 2014. (рос.)
28. ↑  Participation of Federal Minister Klug at the NATO-Summit in Wales. Austrian Embassy London. 3 вересня 2014. Архів оригіналу за 10 квітня 2017. Процитовано 10 квітня 2017. [Архівовано 2017-04-10 у Wayback Machine.] (англ.)
29. ↑  Президент Азербайджана отправился на саммит НАТО в Уэльс. ABC.az. 4 вересня 2014. Процитовано 4 вересня 2014.[недоступне посилання з липня 2019] (рос.)
30. 1 2  Юсифова, Оксана (4 вересня 2014). Президенты Азербайджана и Армении встретятся на саммите в Уэльсе. ANSPRESS. Архів оригіналу за 4 вересня 2014. Процитовано 4 вересня 2014.
31. ↑  Crown Prince leads delegation to the 2014 NATO Summit. Bahrain News Agency. 4 вересня 2014. Процитовано 10 квітня 2017. (англ.)
32. ↑  Izetbegovic at NATO summit: BiH showed dedication to NATO values. Oslobodjenje. 5 вересня 2014. Процитовано 10 квітня 2017. (англ.)
33. ↑  Президент Грузии Георгий Маргвелашвили отправится на Уэльский саммит НАТО. InterPressNews. 9 липня 2014. Процитовано 4 вересня 2014. (рос.)
34. ↑  Meeting on effects of Nato summit decisions in ohrid. Republika Online. 11 вересня 2014. Архів оригіналу за 10 квітня 2017. Процитовано 10 квітня 2017. [Архівовано 2017-04-10 у Wayback Machine.] (англ.)
35. ↑  Министр обороны Валериу Троенко впервые примет участие в саммите НАТО. NOI.md. 1 вересня 2014. Процитовано 4 вересня 2014. (рос.)
36. ↑  UK–UAE Relations. Timeline. Embassy of the UAE in London. 5 вересня 2014. Архів оригіналу за 10 квітня 2017. Процитовано 10 квітня 2017. [Архівовано 2017-04-10 у Wayback Machine.] (англ.)
37. ↑  Юлдашев, Аваз (4 вересня 2014). Таджикистан на «афганской сессии» саммита НАТО будет представлять посол РТ в Бельгии. ASIA-Plus. Архів оригіналу за 5 вересня 2014. Процитовано 4 вересня 2014. [Архівовано 2014-09-05 у Wayback Machine.] (рос.)
38. ↑  Расмуссен пригласил Узбекистан на саммит НАТО в Великобритании. АН «Podrobno.uz» — Новости Узбекистана. 3 вересня 2014. Процитовано 3 вересня 2014. (рос.)
39. ↑  Порошенко прилетел на саммит НАТО. Depo.Ua. 4 вересня 2014. Процитовано 4 вересня 2014. (рос.)
40. ↑  Саммит НАТО: Финляндия надеется на углубление партнерских отношений. Muualla Yle.fi:ssä. 4 вересня 2014. Процитовано 4 вересня 2014. (рос.)
41. ↑  Prime Minister Milo Đukanović attends NATO Summit in Cardiff. Government Of Montenegro. 4 вересня 2014. Процитовано 10 квітня 2017. (англ.)
42. ↑  Швеция, Финляндия, Австралия, Грузия и Иордания на саммите НАТО получат новый статус. ТАСС. 3 вересня 2014. Процитовано 3 вересня 2014. (рос.)
43. ↑  Representative of the Government of Japan to NATO (PDF). Ministry of Foreign Affairs of Japan. 4 вересня 2014. Процитовано 10 квітня 2017. (англ.)
44. ↑  Главы ОБСЕ представят на саммите НАТО в Уэльсе меры ОБСЕ по ситуации в Украине. РБК-Украина. 3 вересня 2014. Архів оригіналу за 4 вересня 2014. Процитовано 3 вересня 2014. (рос.)
45. 1 2  During the summit, which 60 leaders from NATO and partner countries and high level officials from such organizations as the UN, the EU, IMF and World Bank. Official Website Presidency of Turkey. 5 вересня 2014. Процитовано 10 квітня 2017. (англ.)